# Kopparspindling
Kopparspindling (Cortinarius cupreorufus) är en svampart som beskrevs av Brandrud 1994. Kopparspindling ingår i släktet Cortinarius och familjen spindlingar.  Arten är reproducerande i Sverige. Inga underarter finns listade i Catalogue of Life.